# Mesosciera typica
Mesosciera typica là một loài bướm đêm trong họ Noctuidae.